# Жуківці (Кременецький район)
Жу́ківці — село в Україні, у Лановецькій міській громаді Кременецького району Тернопільської області. Розташоване на річці Свинорийка, на півдні району. До 2020 підпорядковане Бережанській сільраді.
Населення — 272 особи (2001).

## Історія
Засноване поселення у 1583 році. Хоча є дані, що перша писемна згадка про Жуківці датована ще 1515 роком. Тоді село було розташоване трохи північніше, а на місці його сучасного розташування колись був невеличкий хутірець. Можливо, саме цим пояснюється розбіжність у вищезгаданих датах.
З історичних джерел відомо, що наприкінці XVIII століття в Жуківцях нараховувалось 76 дворів, в більшості з яких проживали військовослужбовці з сім'ями, адже в селі постійно перебував Стародубівський полк царської армії. А в XIX столітті тут мешкало 564 жителі в 72-х будинках, з них 74 римокатолики, 14 євреїв. В центрі села знаходилась судова управа, поряд з якою була тюрма. Також тут діяли шинок та броварня, гуральня, водяний млин.
З 1758 року Жуківці разом з Вишгородком й прилеглими селами належали одному із синів Войцеха Ржищевського — Юзефові, який проживав за кордоном, а в село з родиною приїжджав тільки на літо. Жуківці не раз переходили від одних власників до інших: після Ржищевських до князів Чорторийських, а згодом — до Лейдерс-Веймана. Передостаннім власником починаючи з 1911 року, був Д. Фьодоров, який володів 665 га землі.
Згідно з архівним описом «…Село прекрасно розволожене, з гарним садом і палацом…» (в тексті польському). Також на узвишші в Жуківцях власник Адам Ржищевський на рубежі XVIII—XIX століть збудував розкішну двоповерхову резиденцію. Палац, в якому було близько сорока житлових кімнат та кімнат для гостей, викликав захоплення відвідувачів вишуканим інтер'єром, цінними творами мистецтва. Особливо славилася тутешня колекція порцеляни й фаянсу, в якій, крім імпортного посуду, були вироби волинських заводів. Окремі екземпляри колекції потрапили до збірки Національного музею у Варшаві. Біля палацу заклали чудовий (в англійському стилі) парк із квітниками й оранжереями, де культивували такі екзотичні види тропічних рослин, як от дерево-тюльпан, пальми, кипариси та інші. Зростали тут і старовинний бук, який ледве могли охопити руками п'ятеро чоловік, і кедри, з яких панські слуги збирали горіхи.(?) Площа парку становила приблизно 40 га. Поблизу садиби також заклали фруктовий сад, в якому росли яблуні, груші, сливи, вишні, кущі барбарису, кизилу, аґрусу, смородини, порічок. А між ними спланували безліч клумб з полуницями різних сортів. Поруч із входом до палацу вилася виноградна лоза. Палац та парк були обгороджені високим кам'яним муром. Із зовнішньої сторони мур був обсаджений кущами терену. У 1941 році панський палац був спалений, після чого місцеві мешканці розібрали його залишки, меблі, посуд.
На початку XIX століття в Жуківцях полюбляв зупинятися брат російського імператора Олександра І великий князь Констянтин Павлович, який, будучи інспектором кавалерії, часто відвідував цю місцевість під час перевірок кінних військових підрозділів на Волині.
Останнім власником маєтку був заможний німець Шмідт. Після смерті його поховали поблизу церкви св. Івана Богослова. Вдова пані Шмідт, в пам'ять про чоловіка, звела цегляний мур навколо церкви, який зберігся донині.
У Жуківцях існувала церква. Спершу в центрі села був споруджений невеликий дерев'яний храм, що згорів під час грози від блискавки. А в 1874 році на кошти громади і за сприяння священика В.Новоселицького та поміщиці графині Н.Лейдерс-Вейман тут побудували вже значно більшу муровану з каменю церкву Івана Богослова, яка збереглась до сьогодні. Тоді ж, у 1880 році, звели будинок для священика О.Кресовича.
Згідно з церковними даними, станом на 1893 рік в Жуківцях нараховувалось 78 дворів (12 — військових, решта — селянських) і проживало 597 мешканців.
З 1874 року в населеному пункті діяло однокласне народне училище Міністерства народної освіти Російської імперії, в якому навчались діти із заможних родин з навколишніх сіл. Приміщення для нього побудувала теж графиня Н.Лейдерс-Вейман. В 1892 році школа перейшла в нову будову.
У 1924 році громада села збудувала нову школу, в якій навчалися діти з багатьох сіл району. Тепер в цьому приміщенні міститься сільський клуб.
На 1936 рік село входило до ґміни Вишгородок Кременецького повіту.
У 1939 році в селі був утворений колгосп.
У повоєнні часи початкову школу на чотири класи перевели в приміщення, де раніше жив священик. Будинок заможного пана Шандрука переобладнали під магазин, медпункт, дитячий садок. Сьогодні тут діє тільки магазин. В будівлі тюрми тривалий час працював швейний цех.
У 1989 році в центрі села спорудили двоповерхове приміщення сучасної школи. Будівництво проводилось і коштом місцевого колгоспу.
12 червня 2020 року, відповідно до розпорядження Кабінету Міністрів України № 724-р «Про визначення адміністративних центрів та затвердження територій територіальних громад Тернопільської області» увійшло до складу Лановецької міської громади.
19 липня 2020 року, в результаті адміністративно-територіальної реформи та ліквідації Лановецького району, село увійшло до складу Кременецького району.

## Пам'ятки
- Церква святого апостола і євангеліста Іоана Богослова (1874; мурована);
- Жуковецький палац (зруйнований).

## Пам'ятники
Споруджено пам'ятник воїнам-односельцям, полеглим у німецько-радянській війні (1986).

## Соціальна сфера
Діють загальноосвітня школа І ступеня, бібліотека, заклад торгівлі

## Відомі люди

### Народилися
- Олександра Животко — українська письменниця, журналістка в діаспорі

## Галерея

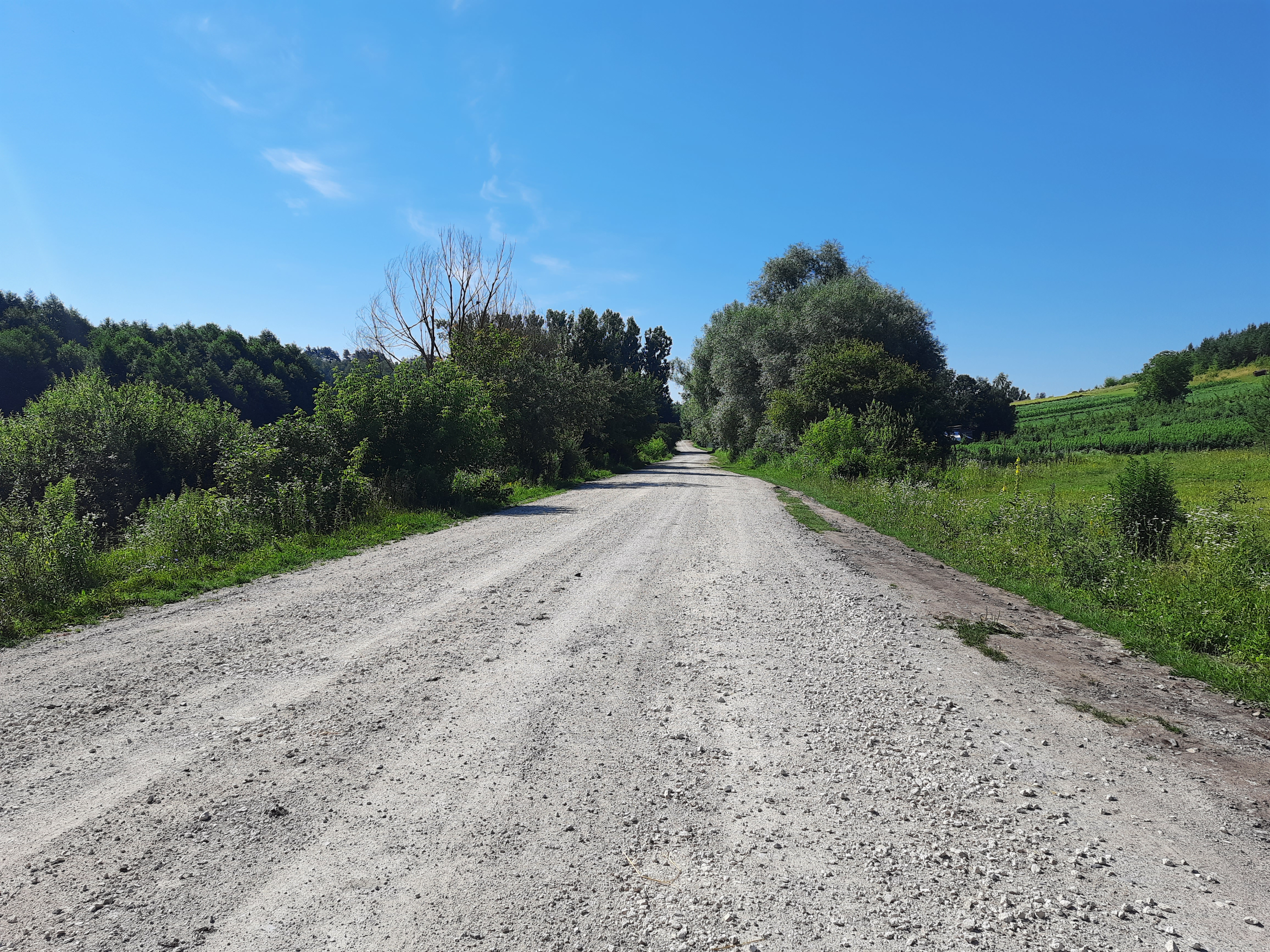
Дорога в село
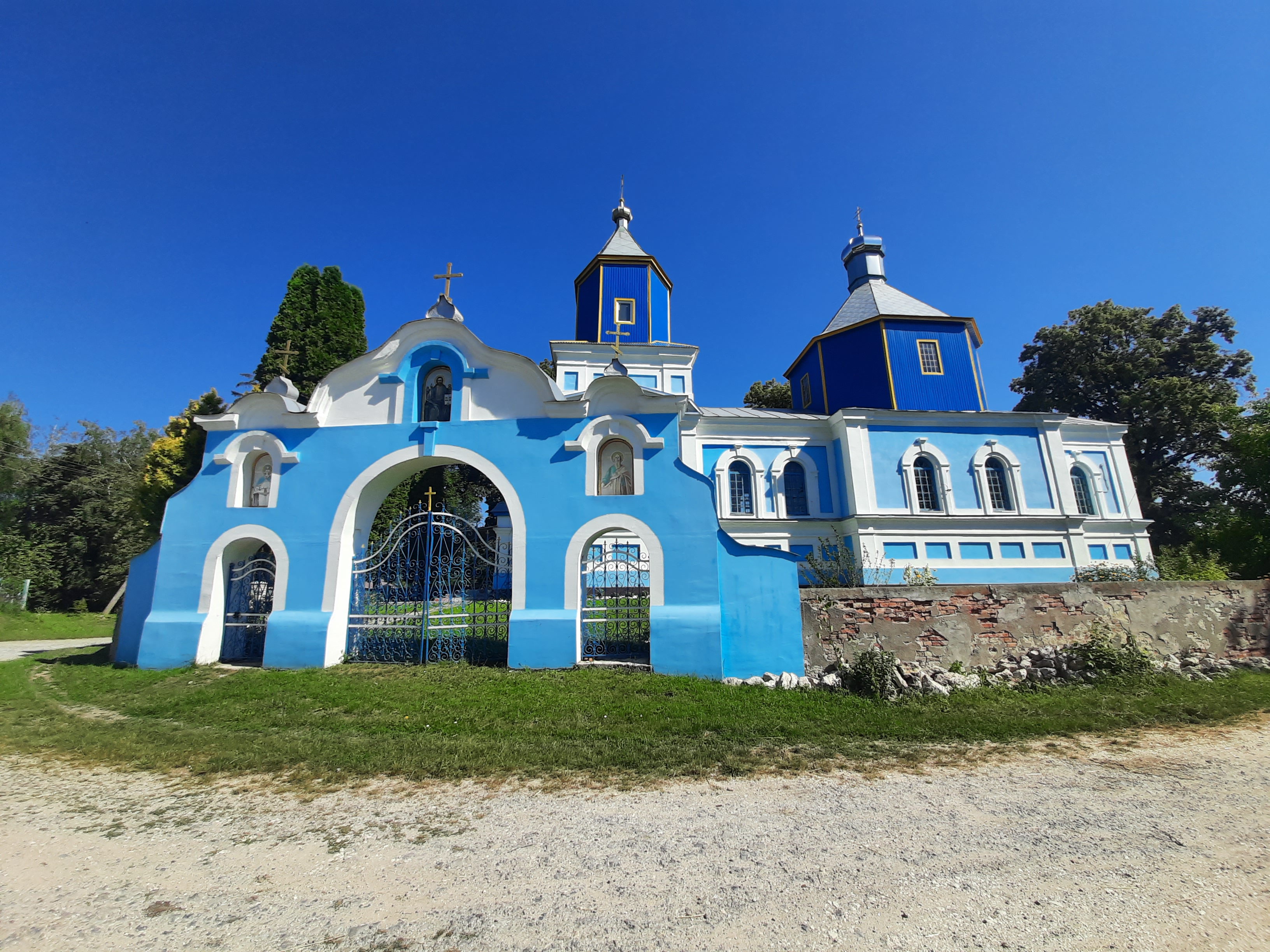
Церква святого апостола і євангеліста Іоана Богослова
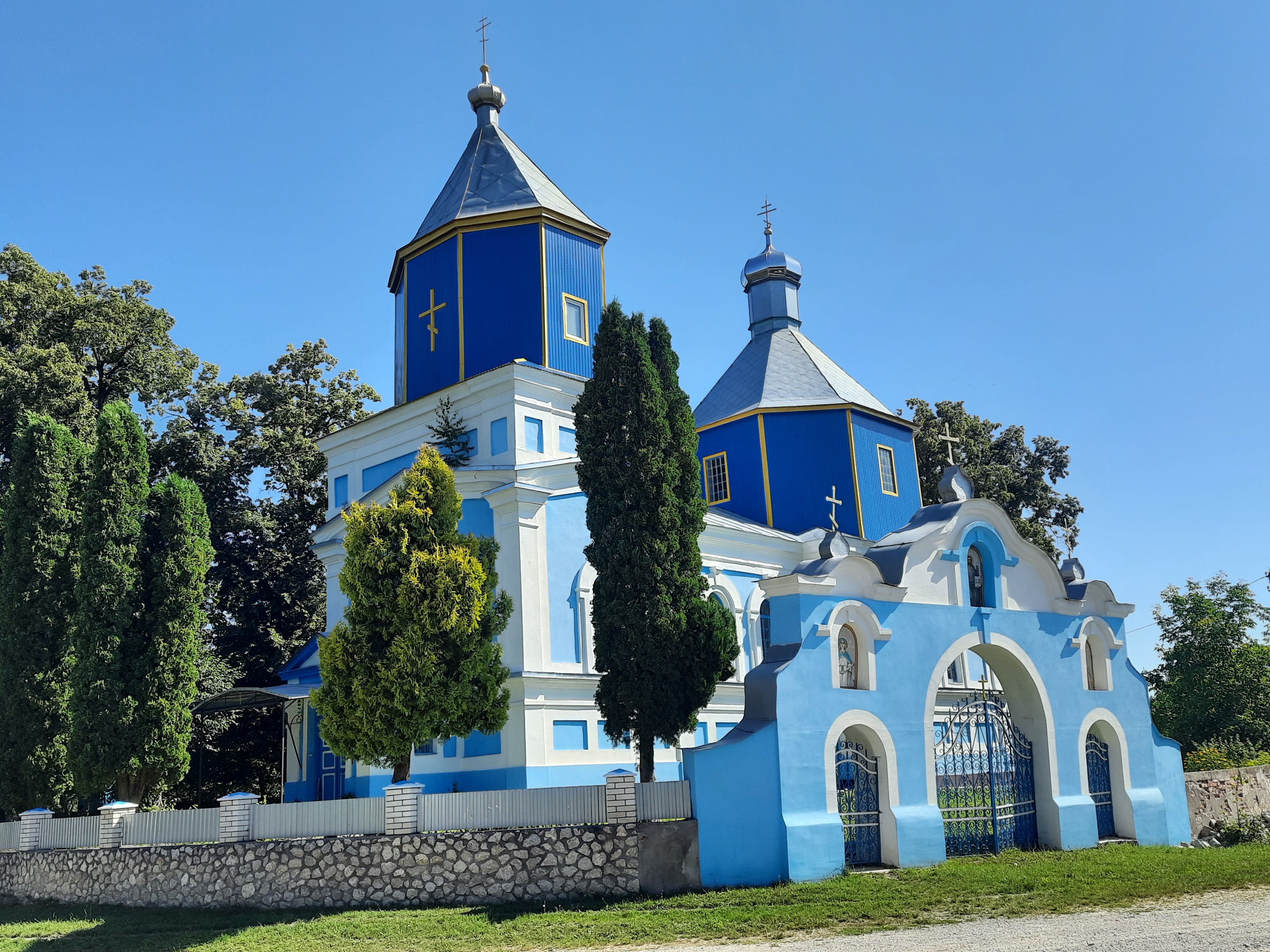
Церква святого апостола і євангеліста Іоана Богослова
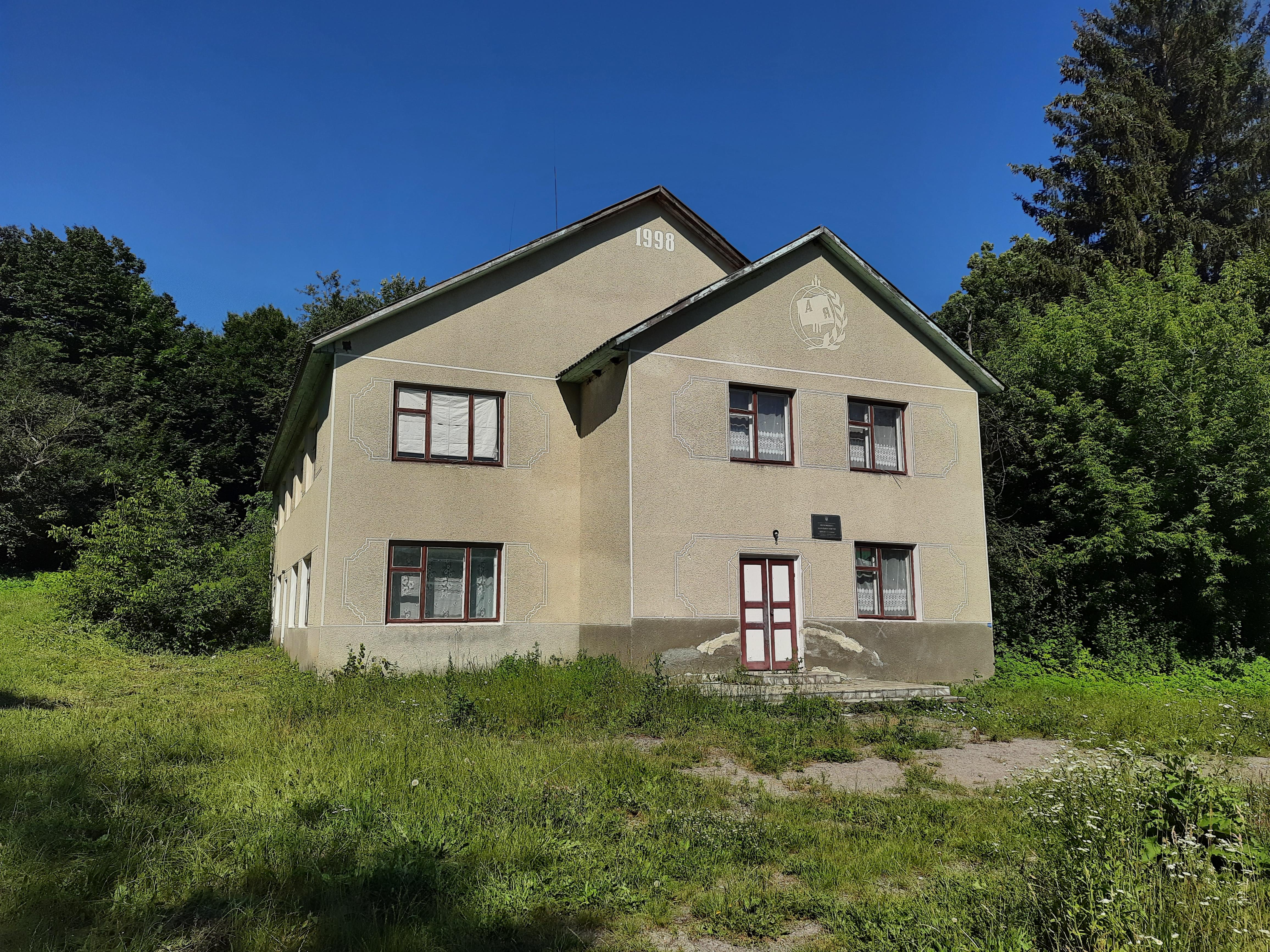
Школа
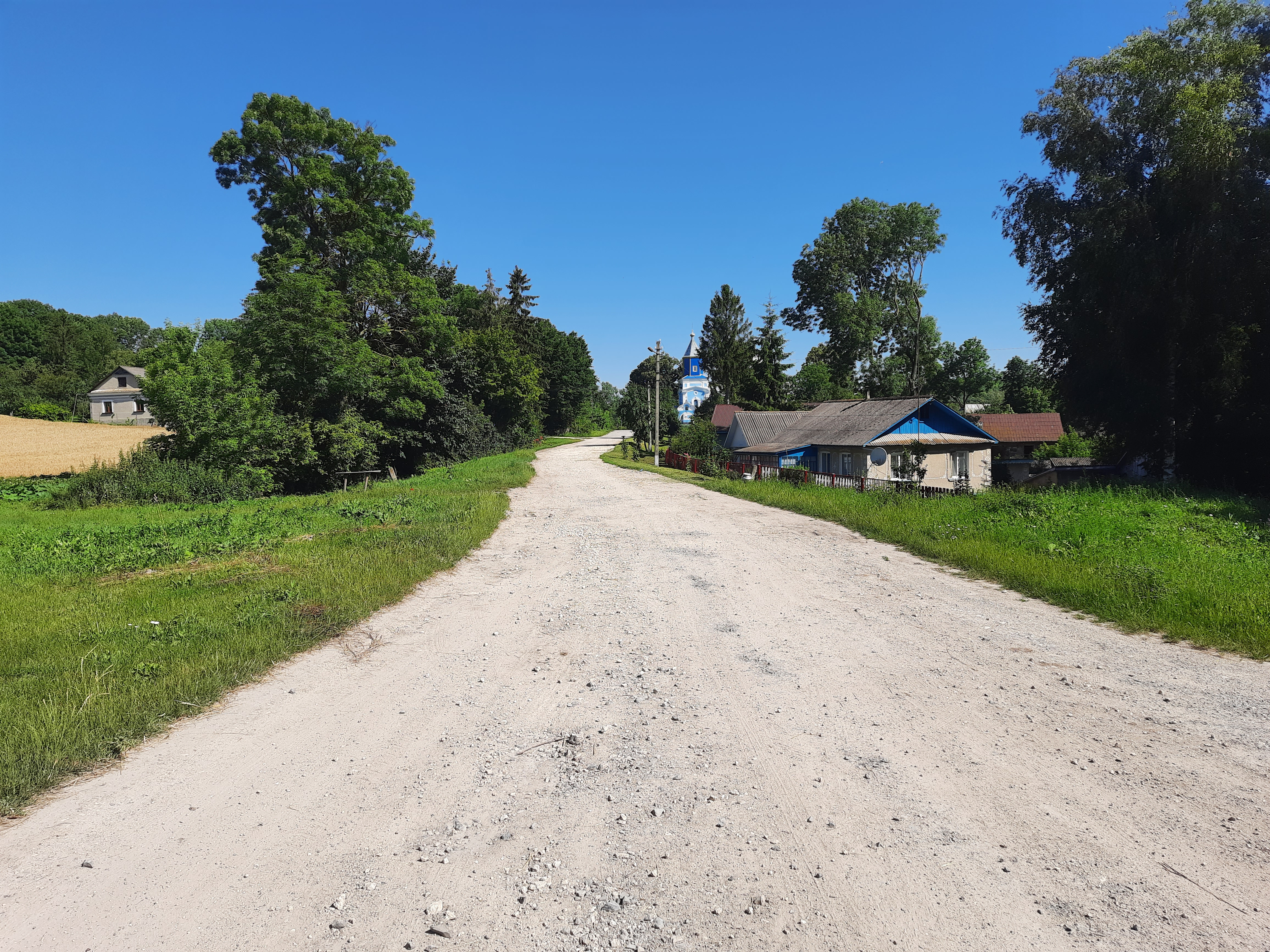
Сільська вулиця
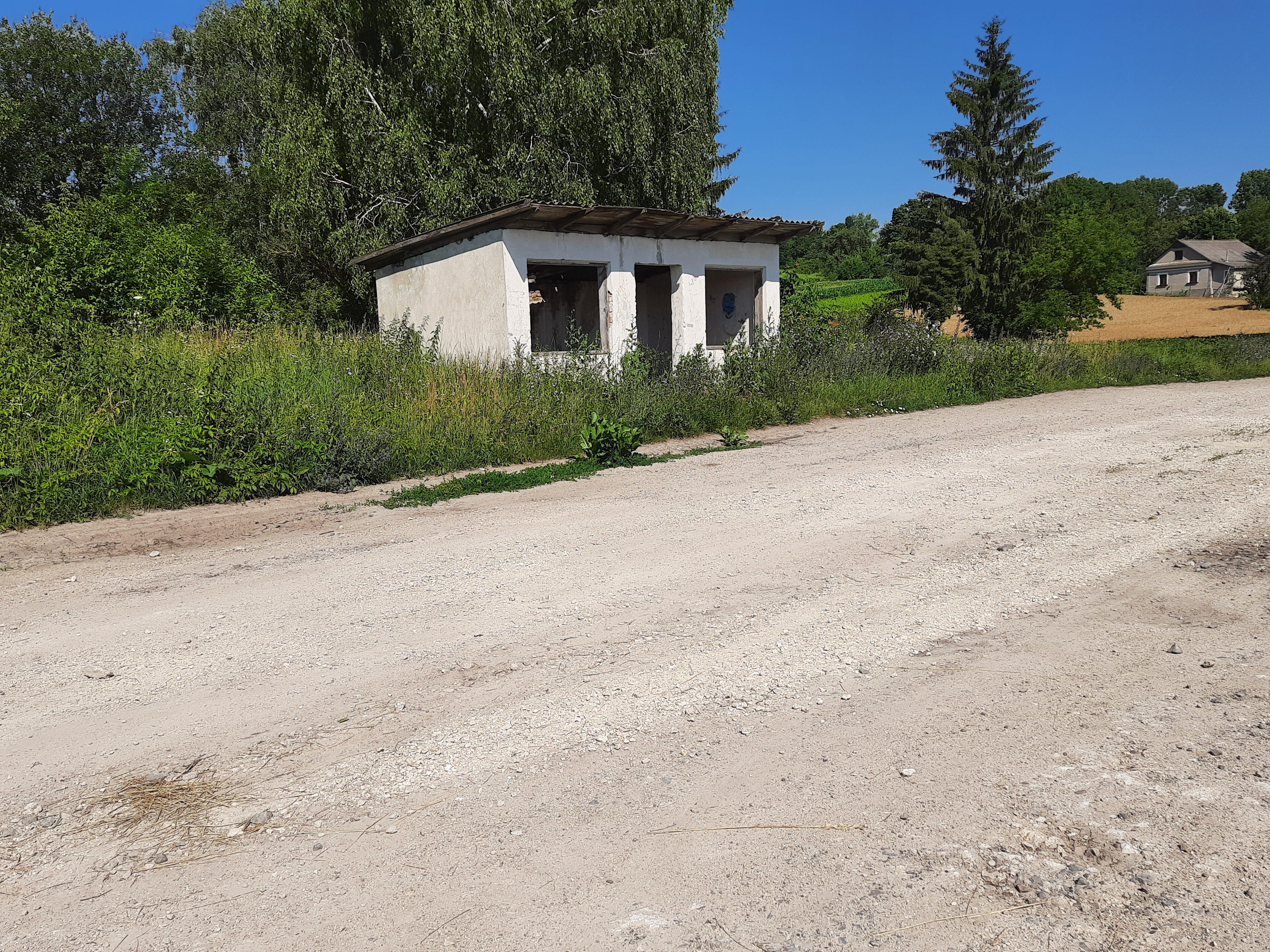
Автобусна зупинка
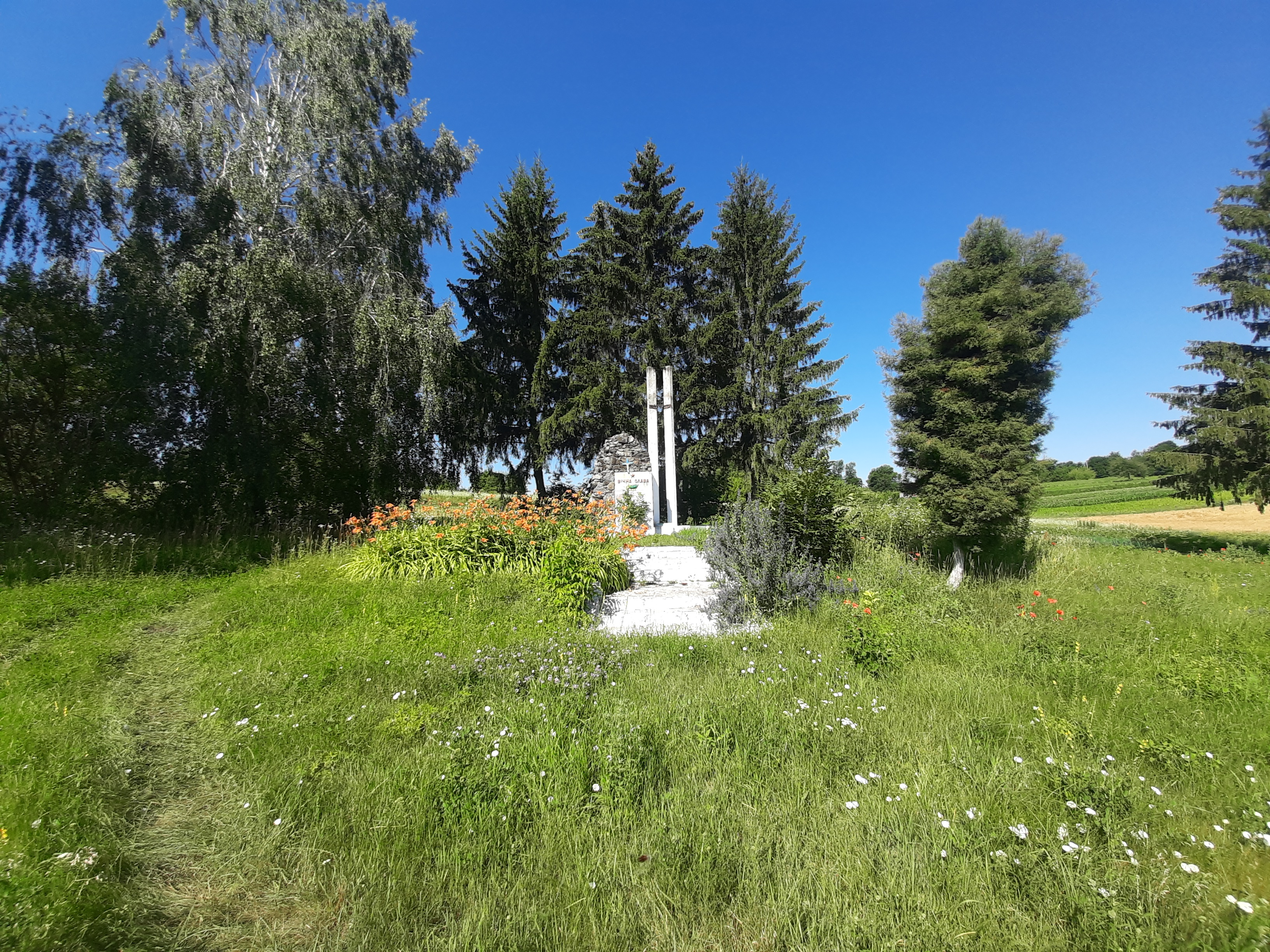
Пам'ятний знак воїнам-землякам, які загинули в роки Другої світової війни